# Montarsiccio
Montarsiccio (Môntarsìcc in dialetto parmense) è una frazione di Bedonia in provincia di Parma, distante circa 3,94 km dal centro storico del comune di appartenenza.

## Geografia
La frazione di Montarsiccio sorge a 788 m s.l.m., ai piedi del Monte Pelpi. Il territorio della frazione, prevalentemente montuoso e collinare, offre una vista sul borgo di Bedonia.

## Storia
Il borgo era anticamente noto coi nomi latini di Monzolus, Mons Artiolus, Arciolus e Arsicius, tutti probabilmente derivati dal fatto che l'abitato di Montarsiccio sorge effettivamente alle pendici del Monte Segarino. Un certo rimando al termine latino arsus sembrerebbe fare riferimento all'incendio del vasto bosco bedoniense ad opera dei romani nel 165 a.C.

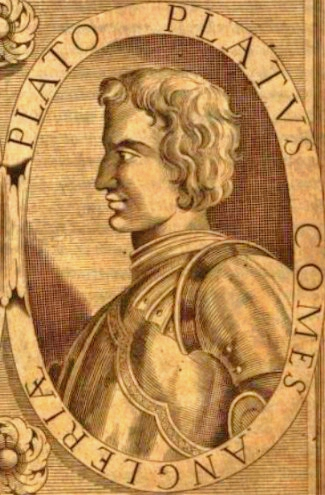
Il testamento di Plato Platoni è il primo documento scritto nel quale compare la denominazione di Montarsicius

La posizione soprelevata del borgo ha condizionato la sua importanza nella storia anche della vicina città di Bedonia, come hanno dimostrato alcuni ritrovamenti archeologici che dimostrano come l'area fosse abitata già prima della nascita di Cristo. I primi insediamenti furono senz'altro quelli dei celti liguri che si opposero saldamente alla penetrazione romana nei loro territori e che ne ritardarono l'acquisizione da parte di Roma sino alla metà del II secolo a.C.
È probabilmente quindi attorno al II-III secolo a.C che Montarsiccio diviene sede di un primo fortilizio difensivo per il controllo dell'area, antico nucleo di quello che sarà in seguito il castello medievale qui sorto.
La prima testimonianza scritta relativa al borgo di Montarsiccio è datata al 5 ottobre 1022 e si tratta di un atto notarile per la divisione dei beni del nobile Plato Platoni tra i suoi figli. L'area di Montarsiccio venne assegnata al figlio Lusiardo Platoni che successivamente originerà la casata dei Lusardi che avranno appunto titolo di signori di Montarsiccio ed il cui stemma ancora può essere ammirato su una delle pietre rimaste del castello: esso era composto di una torre a merli guelfi sulla sinistra, mentre a destra si trova una corona stellata a cinque punte.
La famiglia Lusardi, col tempo, fece di Montarsiccio la propria sede, giungendo nel XIII secolo a rivaleggiare con la potenza rappresentata dalla famiglia Landi, signori di Compiano, di cui furono alleati. I Lusardi comunque sconfissero i Fieschi in località Compiano nel 1270. Il borgo passò quindi ai Malaspina e poi ai Landi che nel 1283 assediarono il borgo e lo conquistarono, facendolo poi tornare ai Landi.
Nel 1343 il borgo di Montarsiccio è elencato tra i castelli ghibellini che contrastano il potere guelfo della città di Piacenza, la quale si dimostra ribelle alla famiglia Visconti che ne ha il dominio.
La castellania di Montarsiccio venne definitivamente giudicata obsoleta nel 1452 quando Manfredo Landi ottenne la supremazia totale sul territorio, pur garantendo l'immunità alla famiglia dei Lusardi che la manterrà sino al 1765, in pieno periodo di dominazione borbonica.
Il borgo da allora divenne una località e poi una frazione del comune di Bedonia.

## Monumenti e luoghi d'interesse

### Chiesa di San Martino Vescovo

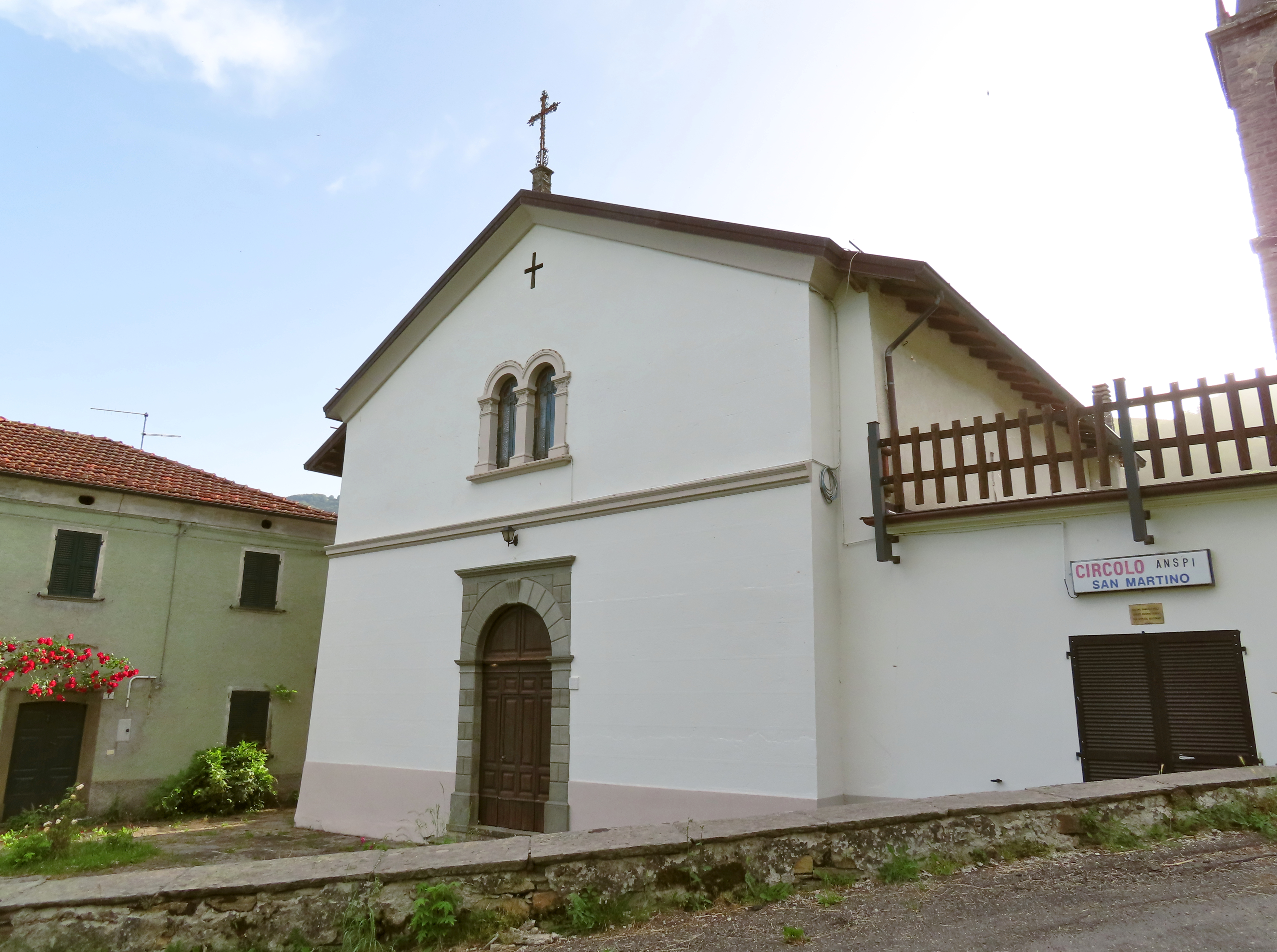
Chiesa di San Martino Vescovo

Menzionata per la prima volta nel 1026, la chiesa fu completamente ricostruita in stile neoclassico tra la fine del XVIII secolo e l'inizio del XIX; al suo interno nel 1927 fu rinvenuta, durante alcuni scavi, la tomba del conte Ubertino Landi, morto nel 1298; la navata e le quattro cappelle furono riccamente decorate con affreschi intorno al 1979.

### Castello
Le prime tracce dell'edificazione di un fortilizio in località Montarsiccio risalgono all'epoca romana, ma fu col medioevo che esso trovò per la prima volta una struttura in pietra. Dopo essere divenuto proprietà di Luxardo de Platis (che diede poi origine alla casata dei Lusardi) nel 1022, il fortilizio cadde più volte in mano ai piacentini sino a quando non venne occupato da Marcello Malaspina nel 1187. Nel 1261, Federico Malaspina lo ereditò salvo poi venderlo l'anno successivo a Uberto Pallavicino, al quale venne poi strappato dalla famiglia Lusardi.
Nel 1283 il castello venne cinto d'assedio dalle armate del comune di Piacenza che erano entrate in guerra con la signoria dei Lusardi che avevano scacciato da Compiano. La difesa del fortilizio venne affidata questa volta a Riccio Lusardi ed ai suoi fratelli, che però non riuscirono nell'intento di preservarlo alla famiglia e venne dato alle fiamme dai piacentini. Tornato ai Lusardi dopo la guerra, il castello venne ricostruito e fortificato all'epoca di Ubertino Landi, celebre condottiero ghibellino, che qui morì e si fece seppellire nella vicina chiesa di San Martino vescovo.
La definitiva perdita dell'importanza della castellania di Montarsiccio si ebbe nel 1452 quando Manfredo Landi riuscì ad annettere il territorio ai territori di famiglia con la garanzia dell'immunità agli ultimi membri della famiglia Lusardi che qui vivevano.
Il castello, cadde successivamente in rovina e ad oggi di esso rimangono solo poche rovine poste in posizione strategica tra la canonica e la chiesa locale.